# Heteromys gaumeri
Heteromys gaumeri (Гетероміс Гаумера) — вид гризунів з родини Гетеромісові (Heteromyidae) підряду Бобровиді (Castorimorpha).

## Етимологія
Вид названий на честь д-ра Джорджа Ф. Гаумера (англ. George F. Gaumer, 1850-1929), який зібрав у Мексиці між 1885 і 1893 роками ботанічні зразки зокрема для Чиказького Філдовського Музею. Також він доставив колекцію птахів з півострова Юкатан в Смітсоніанський Інститут у Вашингтоні.

## Опис виду
Середня вага тіла дорослої особини: 63.59 гр. Середня повна довжина тіла дорослої особини: 11.54 см.

## Проживання
Цей вид є ендеміком для півострова Юкатан (Мексика, пн Беліз, і пн Гватемала) (Patton, 2005). Зустрічається тільки в низинах. Живе при середній річній кількості опадів 1286 мм. Цей гризун проживає в напівлистопадному лісі, колючих чагарниках і вторинних лісах. 

## Поведінка
Веде нічний наземний спосіб життя, але періодично подорожує по низьких горизонтальних колодах. Поодинокий; особини  злобно борються, коли поміщені разом в неволі і, ймовірно, охороняють свою територію в дикій природі. Розмноження відбувається в основному в сезон дощів, з квітня по січень, розмір виводку становить від 2 до 5 дитинчат. 

## Загрози та охорона
На цей вид негативно впливає, у частинах ареалу, збільшення людської популяції, через сільськогосподарську експансію. Проживає в охоронних районах на півострові Юкатан.